# Magnetostatică
Magnetostatica studiază câmpurile magnetice produse de curenți electrici staționari la scară macroscopică. Este echivalentul magnetic al electrostaticii, care studiază câmpurile electrice produse de sarcini electrice statice.